# CSM Corona Brașov

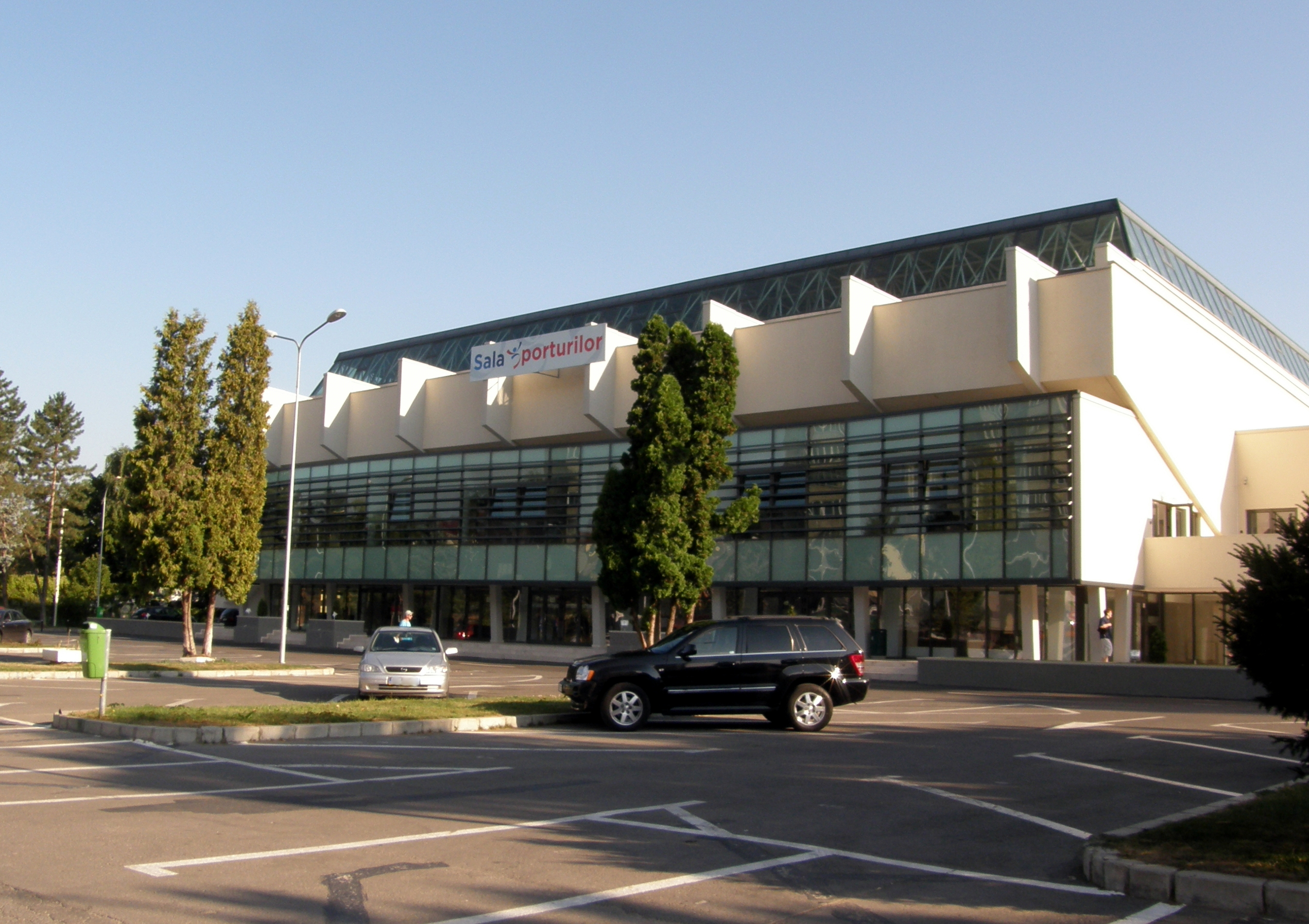
De sporthal in Brașov

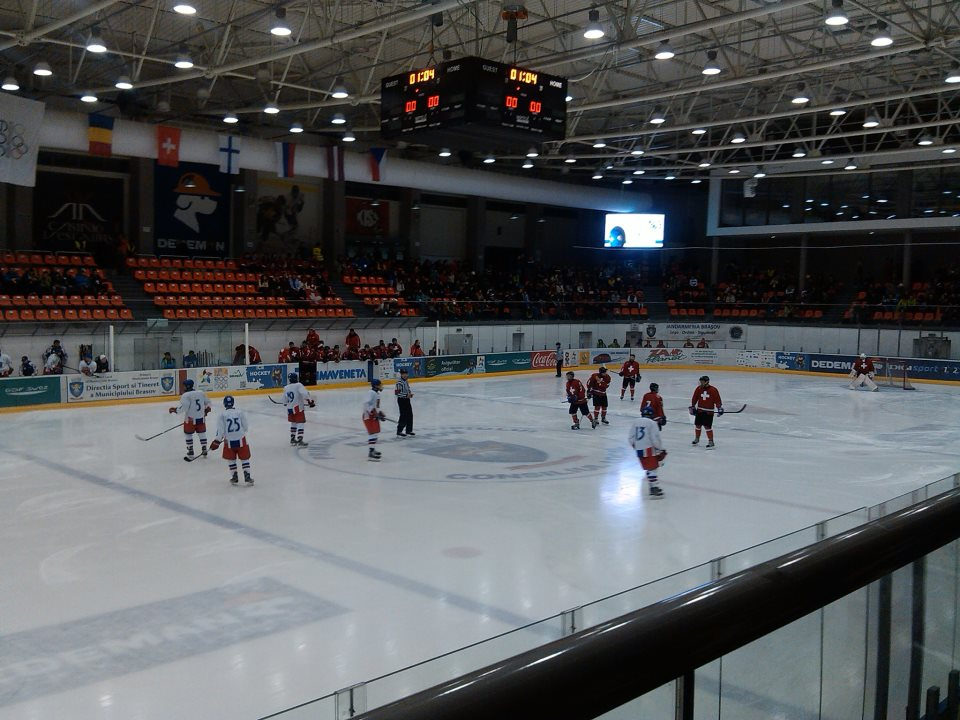
De ijsbaan in Brașov

CSM Corona Brașov is een Roemeense omnisportclub uit Brașov.
De vereniging is ontstaan uit een handbalclub die in 1960 werd opgericht. De omnisportclub werd in 2010 opgericht als Sport Club Municipal Braşov. Naast handbal, waarin de vrouwen op het hoogste niveau acteren en meermaals landskampioen werden, doet de club ook aan polo, schermen en ijshockey.

## Voetbal
Ook begon men in 2010 met voetbal onder de naam ASC Corona 2010 Brașov. De club slaagde erin om zich op vier jaar op te werken van de vierde klasse naar de hoogste klasse. Daarin slaagde daarvoor enkel FC Victoria Brăneşti. In de Liga 1 werd de club in het seizoen 2013/14 met slechts twee overwinningen afgetekend laatste waarna de burgemeester van Brașov, George Scripcaru, de steun aan de voetbalclub staakte en deze failliet ging. 
In 2016 werd vanuit de omnisportvereniging als CSM Corona Brașov een doorstart gemaakt bij de jeugd en in 2019 ging de club wederom met een seniorenteam spelen. Na twee kampioenschappen op rij, bereikte CSM Corona Brașov in 2021 de Liga 2. De club werd voor de licentie op dit niveau opgekocht door ACS Scotch Club, en vanuit de gemeente opgerichte entiteit, dat de club samenvoegde met FC Brașov tot ACS FC Brașov Steagul Renaște. 
De omnisportvereniging bleef bestaan als CSM Corona Brașov.

## Handbal
De dameshandbalploeg werd in 1981 en 2006 Roemeens landskampioen en won in die jaren ook de beker. In 2006 won de ploeg de EHF Challenge Cup.

## IJshockey
De mannen ijshockeyploeg Brașov Wolves werd in 2014, 2017 en 2019 Roemeens landskampioen.